# Eerste klasse 2017-18 (vrouwenvoetbal België)
Het seizoen 2017/18 van de Belgische Eerste Klasse vrouwenvoetbal, het 47e seizoen in totaal en het 6e als tweede niveau, liep van de zomer van 2017 tot de lente van 2018. Kontich FC kroonde zich tot kampioen, maar promoveerde het jaar erop niet naar de Super League. Wuustwezel en Tienen eindigden op de onderste twee plaatsen en zakten naar de Tweede Klasse.

## Clubs
Van de veertien ploegen in de vorige editie van Eerste Klasse zijn er drie niet meer bij in deze jaargang: Lierse (had zich nog wel ingeschreven voor die jaargang, maar gaf zonder één match te spelen algemeen forfait), Egem (eindigde laatst en moest na één jaar alweer terug naar Tweede klasse) en RSC Anderlecht B (moest zakken omdat Eva's Tienen degradeerde uit de Super League en er geen enkele ploeg wou stijgen).

### Gedegradeerde teams
Eva's Tienen eindigde laatste in de Super League en vroeg geen licentie aan voor de nieuwe editie.

### Gepromoveerde teams
Svelta Melsele en Wuustwezel zijn de andere twee nieuwkomers, als eerste kampioenen van de opnieuw gesplitste Tweede klasse. Voor Melsele is het de allereerste keer in Eerste klasse (vorig seizoen sneuvelde de club in de barragewedstrijd tegen Anderlecht B), Wuustwezel speelde tussen 2011 en 2013 al eens twee seizoenen in Eerste klasse.

### Per provincie
Het zwaartepunt ligt in de provincies Antwerpen en Oost-Vlaanderen, met elk vier ploegen. De resterende zes ploegen komen uit de voetbalprovincie Brabant (2) en Henegouwen, Limburg, Luik en West-Vlaanderen (elk één). Luxemburg en Namen hebben geen vertegenwoordiger in Eerste klasse.
| Nr | Stamnr | Club                 | Plaats                 | Seiz | Op rij | Beste                            | 2016-17                   |
| -- | ------ | -------------------- | ---------------------- | ---- | ------ | -------------------------------- | ------------------------- |
| 1  | 9527   | Eva's Tienen         | Tienen                 | 40   | 1      | Landskampioen (1x)               | 7e in de Super League     |
| 2  | 7      | AA Gent B            | Gent                   | 3    | 3      | Kampioen (2017)                  | Kampioen                  |
| 3  | 9358   | White Star Woluwe    | Sint-Lambrechts-Woluwe | 13   | 13     | 02e (2017)                       | 02e                       |
| 4  | 90     | Eendracht Aalst      | Aalst                  | 29   | 5      | Landskampioen (5x)               | 03e                       |
| 5  | 16     | Standard B           | Luik                   | 5    | 5      | Kampioen (2016)                  | 04e                       |
| 6  | 9040   | Famkes               | Diksmuide              | 8    | 3      | 05e (2017)                       | 05e                       |
| 7  | 1708   | Union Saint-Ghislain | Saint-Ghislain         | 6    | 6      | 04e (2014, 2015)                 | 06e                       |
| 8  | 3029   | Kontich              | Kontich                | 10   | 4      | 8e in BeNe League (2013)         | 07e                       |
| 9  | 9423   | Moldavo              | Mol                    | 3    | 3      | 05e (2016)                       | 08e                       |
| 10 | 9321   | Tongeren DV          | Tongeren               | 4    | 4      | 09e (2017)                       | 09e                       |
| 11 | 5381   | Zulte Waregem        | Zulte                  | 12   | 5      | 15e in BeNe League (2013)        | 10e                       |
| 12 | 4466   | Massenhoven          | Massenhoven            | 3    | 3      | 04e (2016)                       | 11e                       |
| 13 | 3541   | Melsele              | Beveren                | 1    | 1      | Kampioen in Tweede klasse (2017) | Kampioen in Tweede klasse |
| 14 | 358    | Wuustwezel           | Wuustwezel             | 3    | 1      | 12e (2013)                       | Kampioen in Tweede klasse |

## Klassement
De eerste twee A-ploegen die een licentie halen, mogen stijgen naar de Super League. In principe zakken de laatste twee ploegen naar Tweede klasse, al kan dat aantal variëren naargelang het aantal stijgers naar en zakkers uit de Super League.

### Tabel
| #   | Team                 | GW | Win | Gel | Ver | Voor | Tegen | Saldo | Pnt | Opm |
| --- | -------------------- | -- | --- | --- | --- | ---- | ----- | ----- | --- | --- |
| 1.  | Kontich              | 26 | 17  | 5   | 4   | 69   | 39    | +30   | 56  |     |
| 2.  | White Star Woluwe    | 26 | 17  | 1   | 8   | 56   | 28    | +28   | 52  |     |
| 3.  | Union Saint-Ghislain | 26 | 14  | 4   | 8   | 63   | 44    | +19   | 46  |     |
| 4.  | Zulte Waregem        | 26 | 13  | 4   | 9   | 49   | 41    | +8    | 43  |     |
| 5.  | Moldavo              | 26 | 13  | 2   | 11  | 39   | 45    | -6    | 41  |     |
| 6.  | Tongeren             | 26 | 12  | 5   | 9   | 38   | 37    | +1    | 41  |     |
| 7.  | Eendracht Aalst      | 26 | 12  | 4   | 10  | 58   | 40    | +18   | 40  |     |
| 8.  | AA Gent B 1          | 26 | 11  | 6   | 9   | 44   | 40    | +4    | 39  |     |
| 9.  | Standard B 1         | 26 | 10  | 7   | 9   | 47   | 38    | +9    | 37  |     |
| 10. | Famkes               | 26 | 11  | 3   | 12  | 43   | 48    | -5    | 36  |     |
| 11. | Massenhoven          | 26 | 7   | 7   | 12  | 34   | 30    | +4    | 28  |     |
| 12. | Melsele *            | 26 | 7   | 5   | 14  | 44   | 52    | -8    | 26  |     |
| 13. | Wuustwezel *         | 26 | 7   | 4   | 15  | 44   | 60    | -16   | 25  |     |
| 14. | Eva's Tienen °       | 26 | 1   | 3   | 22  | 15   | 101   | -86   | 6   |     |

### Legenda
| Kleur | Resultaat                                                              |
| ----- | ---------------------------------------------------------------------- |
|       | Theoretisch recht op promotie naar de Super League                     |
|       | Degradatie naar Tweede klasse (theoretisch)                            |
| 1     | B-ploeg die mag niet stijgen omdat de A-ploeg een divisie hoger speelt |
| *     | Gepromoveerd voor aanvang van dit seizoen                              |
| °     | Gedegradeerd voor aanvang van dit seizoen                              |
|       | Mathematisch zeker van de titel                                        |
|       | Gepromoveerd na dit seizoen                                            |
|       | Gedegradeerd na dit seizoen                                            |